# Ebertsheim
Ebertsheim település Németországban, Rajna-vidék-Pfalz tartományban. Lakosainak száma 1326 fő (2023. december 31.).

## Népesség
A település népességének változása:
| Lakosok száma | 1266 | 1215 | 1234 | 1263 | 1301 | 1326 |
|               | 1975 | 2017 | 2019 | 2021 | 2022 | 2023 |